# Atricordyceps
Atricordyceps — рід грибів родини Clavicipitaceae. Назва вперше опублікована 1983 року.

## Класифікація
До роду Atricordyceps відносять 1 вид:
- Atricordyceps harposporifera